# Pseudogonia metallaria
Pseudogonia metallaria är en tvåvingeart som beskrevs av Cerretti 2004. Pseudogonia metallaria ingår i släktet Pseudogonia och familjen parasitflugor. Inga underarter finns listade i Catalogue of Life.